# جهاز قاعدة البيانات
أجهزة قاعدة البيانات أو معالج النهاية الخلفية عبارة عن كمبيوتر أو جهاز خاص يخزن البيانات ويسترجعها من قاعدة بيانات. تم تصميمه خصيصاً للوصول إلى قاعدة البيانات ويقترن بالكمبيوتر الرئيسي (الواجهة الأمامية) بواسطة قناة عالية السرعة. يقترن جهاز قاعدة البيانات بإحكام بوحدة المعالجة المركزية الرئيسية، في حين أن خادم قاعدة البيانات مقترن بشكل فضفاض عبر الشبكة. يمكن لآلات قواعد البيانات نقل حزم كبيرة من البيانات إلى المركزية باستخدام مئات إلى الآلاف من المعالجات الدقيقة مع برنامج قاعدة البيانات. يستقبل معالج الواجهة الأمامية البيانات ويعرضها. يقوم معالج النهاية الخلفية من ناحية أخرى بتحليل البيانات وتخزينها من معالج النهاية الأمامية. تؤدي المعالجات الخلفية إلى أداء أعلى، وزيادة الذاكرة الرئيسية للمضيف، وزيادة استعادة قاعدة البيانات والأمن، وانخفاض تكلفة التصنيع. يتناقض جهاز قاعدة البيانات مع خادم قاعدة البيانات، وهو كمبيوتر في شبكة محلية تحتوي على قاعدة بيانات.
وفقًا لجولي أ. ماكان، «يتحكم نظام إدارة قواعد البيانات حاليًا في تنظيم البيانات وتخزينها واسترجاعها، بينما ينظم أمان وسلامة قاعدة البيانات، فإنه يقبل طلبات البيانات من برامج التطبيقات ويوجه نظام التشغيل (OS) بنقل البيانات المناسبة.» 
مثال على ذلك هو IBM System/38 .